# Giulia Rulli
Giulia Rulli (født 3. juni 1991 i Rom) er en italiensk basketballspiller som deltog i de olympiske lege 2020.